# La Guía de Micha
La Guía de Micha es una colección compuesta por una serie de láminas plastificadas en forma de tríptico, díptico u hoja suelta que permiten concentrar en un espacio reducido y abarcable un resumen, una guía de referencia rápida o una introducción a cualquier tipo de contenido teórico o práctico, especialmente concebido para prueba de selectividad, prueba de acceso a la universidad para mayores o para el público en general interesado en las diferentes temáticas abordadas en los números de la colección. El proyecto está dirigido por Miguel Vega Expósito, de la Universidad de Granada.
Las guías que conforman esta obra, con sus respectivos autores, son:
- Historia de la Filosofía. Ángel Ramírez Medina.
- Inglés. Jesús Jurado Mendoza.
- Latín. Lengua y cultura latinas. Carlos Cabanillas Núñez.
- Geografía. Isaac Buzo Sánchez.
- Historia de España. Carlos Vera Yagüe.
- Historia del Arte. Ídem.
- Química. Juan Luis Ortega Vinuesa y José Emilio Padilla Méndez.
- Biología. María del Carmen Pedrajas Sánchez.
- Matemáticas aplicadas a las CCSS II. María Díaz Nieto y María Rubio Ballesteros.
- Primeros pasos con Excel. Miguel Vega Expósito.
- Sácale provecho a Internet. Mariano Sanz Sastre.
- Primeros pasos con PowerPoint. Carmelo Vega Expósito.